# Assumar
Assumar ist eine Gemeinde (Freguesia) im portugiesischen Kreis Monforte. In ihr leben 614 Einwohner (Stand 19. April 2021).